# Кълин Попеску-Търичану
Кълин Константин Антон Попеску-Търичану (на румънски: Călin Constantin Anton Popescu-Tăriceanu) e министър-председател на Румъния от 28 декември 2004 до 22 декември 2008 година. Бил е председател на Национално либералната партия в Румъния и вицепрезидент на Европейската либерално-демократическа и реформистка партия. Председател е на Румънския Сенат от 10 март 2014 до 2 септември 2019 година. През февруари 2014 г. напуска Национално либералната партия и става независим сенатор. През юли 2014 г. учредява Либералната реформистка партия.

## Биография

### Ранен живот и образование
Кълин Попеску-Търичану е роден на 14 януари 1952 г. в град Букурещ, Народна република Румъния. Завършил е техническия строителен институт в Букурещ и има магистратура по математика и информатика.

### Политическа кариера
Между 1996 и 1997 г. е министър на индустрията и търговията в кабинета на Виктор Чорбя. Между 1996 и 2004 г. е депутат в Камарата на представителите, между 2000 и 2004 г. е зам.-председател на парламентарната група на Национално либералната партия (НЛП) и зам.-председател на Комисията по бюджет, финанси и осигуровки в Камарата на представителите.
След парламентарните избори през 2004 г. оглавява две правителства на НЛП. В първото (декември 2004—април 2007) участват Националната либерална партия, Демократическата партия, Консервативната партия и Демократичният съюз на унгарците в Румъния, а във второто (април 2007—декември 2008) – Националната либерална партия и Демократичният съюз на унгарците в Румъния.
Кълин Попеску-Търичану е председател на партията Алианс на либералите и демократите. Тя е създадена на 19 юни 2015 г. посредством сливането на Либералната реформистка партия и Консервативната партия. АЛД е младши коалиционен партньор в правителствата на Гриндяну, Тудосе и Дънчила.